# Nicole Andreu Cafati
Nicole Andreu Cafati (26 de octubre de 1974) es una cantante chilena de música urbana, que se hizo conocida por ser una de los tres ganadores de Operación Triunfo Chile (2003) y que también se ha desarrollado como presentadora y actriz. En 2004 lanzó su primer disco Afrodisíaco con Universal Music Chile para luego irse a vivir a España en 2006 donde graba su segundo disco La Llamada, bajo el seudónimo de Maia con el sello Reggaeland de Barcelona. 
Como actriz ha participado en la película El duelo, de Miguel Littín; la serie La vida es una lotería dirigida por Marco Enríquez-Ominami; Toro Loco Sangriento, dirigida por Cristóbal Braun y protagonizada por Francisco Melo y la teleserie X-FEA-2  de Megavisiòn dirigida por Alex Hernández. También fue conductora de dos pos programas sobre viajes, uno sobre la Isla de Mallorca y otro sobre República Checa para Canal 13 Cable y Nat Geo. 

## Biografía
A los siete años, Nicole comenzó a cantar en el coro de su colegio “Kingston College” (Concepción) . A la edad de 13 años ya participaba como corista en una banda de su barrio, ya radicada en Santiago. Más tarde estudia inglés,(1994-1996),  modelaje en la academia de Gabriel Muñoz, trabaja como modelo publicitaria y viaja por Latinoamérica y Centroamérica hasta que el año 1998 entra a estudiar comunicación escénica en el Duoc Uc, el año 2000 comienza estudios de canto, danzas afro y árabe, percusión afro mandingue y toma clases de piano, a la par comienza su carrera artística con su banda Buesille, con quien obtiene el segundo lugar en el concurso de bandas organizado por el canal Vía X, la Municipalidad de Providencia y Audiomusic. Grabó para los discos de Némesis (ex Makiza), y Hermanos Brothers ( Vicente Sanfuentes). Ese año llega a Chile Operación Triunfo, programa de talentos en canal Mega y logró el segundo lugar por votación popular.
Durante los tres años siguientes en Chile grabó su primer álbum solista Afrodisíaco del género soul con Universal Music, producido por “Mama Soul” y donde participan músicos como David “El Rulo” Eldestein, Ignacio González y Daniel Lencina, es invitada a cantar al ATP tour, participa como Jurado en el centro de sky “Valle Nevado” junto a los ganadores del programa “Rojo” de Rafael Araneda,, participa en la teleserie” X-fea-2” del canal (2004) , la contratan como cantante oficial en la gira nacional de “Cristal en vivo”(2006) y es invitada a programas de entrevistas y a cantar en diversos programas de TV.
Al año siguiente el sello sufre un deceso producto de la crisis musical mundial y es liberada contractualmente en lo que ve su oportunidad para irse a España, donde desarrolla su carrera.El 2010 lanza su segundo disco La llamada, de estilos reggae y dancehall bajo el sello  “Reggaeland” de Barcelona, publica bajo el seudónimo de Maia. hizo una gira por Chile con Cerveza Cristal, y actuó en Argentina, Brasil y Ecuador. También presentó su show en Sala Apolo, la Fiesta de la Merc” o el Festival Latino”en Barcelona, el Jever Festival en Alemania, el festival Rototom Sunsplash.  En Alemania participa en Stars on tour, donde músicos y cantantes de diversas partes del mundo recorrían distintos países de Europa. En Chile la contactaron para conducir un programa de viajes sobre República Checa para canal 13 cable y Nat Geo y viajó a Rapanui como actriz invitada al festival de cine de la isla. Luego de cuatro años en Barcelona se va a vivir a Mallorca donde residió por dos años. El 2016 realizó una gira por Miami donde canta en lugares como Hotel Catalina, Fung Ku, Hotel Whyndham y Deerfield beach. En 2017 produjo El ojo de la jungla, álbum con temáticas de la naturaleza y world music, donde destacó su estilo árabe y flamenco; aunque este disco nunca llegó a ser publicado tuvo rotación en vivo en un show con ocho integrantes de distintas áreas artísticas. En 2018 colaboró con el cantante Naiko del grupo Shamanes. En 2019 Y 2020 se orientó más al pop urbano lanzando varios sencillos en estilos, trapsoul,  latin y hiphop, de manera independiente. 

## Trabajo actoral
- 2016 Actriz en la película Toro loco sangriento, de Cristóbal Brown
- 2010 Actriz invitada al Festival de cine de Rapanui.
- 2005 Actriz de la serie La vida es una lotería
- 2004 Actriz de la teleserie X-fea-2 de Mega
- 2000 Actriz de la película El duelo, de Miguel Littin
- 2000 Actriz de la obra de teatro Los viajes de Gulliver, dirigida por “Hernán Lacaye”

## Discografía

### Álbumes de estudio
- 2018: Nicole Andreu
- 2010: La Llamada
- 2004: Afrodisíaco

## Premios y nominaciones
| Año  | Concurso                | Resultado |
| ---- | ----------------------- | --------- |
| 2003 | Operacion Triunfo Chile | Ganadora  |
| 1999 | Bandas nacionales       | Nominada  |